# 455 Massachusetts Avenue
455 Massachusetts Avenue je neboder koji se nalazi na sjevero-zapadnom dijelu američkog glavnog glavnog grada Washingtona. Zgradu je dizajnirao arhitektonski ured Gensler, ima 12 katova te se koristi za uredske prostorije.
Izgradnja 455 Massachusetts Avenue je započela 2006. a dovršena je sljedeće godine. S visinom od 46 metara, neboder je na 43. mjestu koje dijeli s još šest zgrada iste visine.